# Bomberman GB
Bomberman GB es una serie de videojuegos creada por Hudson Soft para la Game Boy. La primera entrega fue Bomberman GB, lanzada como Wario Blast: ¡Presentando a Bomberman! en Norteamérica y Europa, sucedida más tarde por Bomberman GB 2 bajo el nombre de Bomberman GB internacionalmente, y por Bomberman GB 3 que fue lanzado solo en Japón.

## Bomberman GB
Bomberman GB es el primer juego en la serie Bomberman GB, desarrollado y distribuido por Hudson Soft en Japón, y distribuido por Nintendo en Norteamérica y Europa bajo el nombre de Wario Blast: ¡Presentando a Bomberman! Fue lanzado el 10 de agosto de 1994 en Japón, más tarde en noviembre de 1994 en Norteamérica y el 29 de junio de 1995 en Europa.
En Bomberman GB, Bomberman Blanco se encuentra montando su motocicleta hasta que es emboscado por Bomberman Negro y su pandilla, quienes le dan una paliza y le roban todos sus ítems potenciadores. ¡Ahora Bomberman Blanco debe perseguirlos para recuperarlos!
En Wario Blast: ¡Presentando a Bomberman!, un día, Wario llega al mundo de Bomberman y, siendo del tipo codicioso, decide saquear ese mundo para su propio beneficio. Bomberman es el único que se interpone entre Wario y la decadencia de su mundo.
Cada nivel tiene una perspectiva aérea. La meta del juego es explotar a los enemigos para avanzar al siguiente nivel. Las paredes grises también pueden explotarse. Ciertas paredes grises contienen potenciadores (que incrementan el poder de las explosiones, o el número de bombas que se pueden colocar) y localizan enemigos. En Wario Blast, el jugador puede jugar como Wario o Bomberman, y los enemigos serán Bombermans Negros o clones de Wario.
El juego fue preparado para jugarse en la SNES a través del Super Game Boy. El juego mejorado ofrece gráficos a color, sonidos de explosiones personalizados, un modo multijugador de hasta cuatro jugadores; y en Wario Blast, un cuadro especial de Wario y Bomberman alrededor de la pantalla de la TV. El juego utiliza un sistema de contraseñas para guardar el progreso, en el cual las contraseñas para Wario son las mismas de Bomberman pero escritas al revés.

### Recepción
GamePro criticó los gráficos del juego y los controles difíciles, pero lo juzgó bien en general, gracias a sus elementos clásicos de Bomberman, resumiendo en pocas palabras «Un concepto legendario recibe un gran trato de Nintendo». Nintendo Power comentó que el juego fue «gran acción en multijugador» con un «buen uso de los colores y música del Super Game Boy» y que el juego tuvo «áreas más grandes que en juegos anteriores de Bomberman». Las reseñas hablaron de los gráficos, declarando que era «difícil reconocer a tu personaje» y que más personajes habría ayudado.
La revista Games World le dio al juego un puntaje de 86%. Dave Perry dijo que «aman a Bomberman en esta oficina» y que el port de Game Boy «es la interpretación portable perfecta» del juego.

## Bomberman GB 2
Bomberman GB 2 es el segundo juego en la serie Bomberman GB, desarrollado y distribuido por Hudson Soft en Japón, distribuido por Nintendo en Norteamérica y por Virgin Interactive en Europa. El juego fue lanzado en Japón en 1995. El juego fue lanzado tanto en Norteamérica como Europa bajo el nombre de Bomberman GB en 1998, ya que el juego anterior había sido lanzado como Wario Blast: ¡Presentando a Bomberman!
Un Bomberman llamado Indy Bomber parte en un largo viaje para descubrir un tesoro legendario llamado el Anillo de los Deseos. Él descubre una escritura y empieza a leerla, pero rápidamente cae por una trampa en el suelo y acaba en una cueva. ¡Ahora debe encontrar la salida de la cueva y el Anillo de los Deseos!
El objetivo principal del juego es vencer a los enemigos que acechan en la cueva y luego encontrar la salida. Existen dos modos para seleccionar antes de cada nivel; Modo A, que solo requiere que el jugador destruya a todos los enemigos, y Modo B, que requiere que el jugador los destruya en cierto orden. Cuando un área es despejada, el jugador consigue una nueva habilidad que le ayudará en niveles posteriores.
El juego admite hasta cuatro jugadores a través del uso del Game Link Cable y el Super Multitap si se usa en un Super Game Boy.

## Bomberman GB 3
Bomberman GB 3 es el tercer y último juego en la serie Bomberman GB, desarrollado y distribuido por Hudson Soft. El juego fue lanzado solo en Japón el 20 de diciembre de 1996.
El 11.º planeta de la Nébula Bomber, Owen, sufre un repentino terremoto. Bajo tierra, el temible Bomberman Malvado ha permanecido atrapado durante años. Finalmente, logra liberarse para robar las Cápsulas Bomber, la energía de la cual depende Bomberman. ¡Ahora debe recuperar las Cápsulas y derrotar al Bomberman Malvado!
El objetivo principal del juego es vencer a los enemigos con bombas y desbloquear la salida para proceder a la siguiente área. Cada nivel se encuentra dividido en seis áreas, la última consistiendo en una pelea de jefe. La quinta área de cada nivel consiste en obtener cristales; si el jugador recolecta suficientes, se le recompensará con 1 vida extra junto a dos ítems que aparecerán cerca de la salida. Estos ítems le ayudarán al jugador en la pelea contra el jefe. Un Bomberman Blanco aparecerá para soltar ítems; y un Bomberman Negro, para infligirle un punto de daño al jefe.
Tras vencer a un jefe, se obtiene una Cápsula Bomber que se puede usar en la tienda de Bomber Adorable. Existen 8 habilidades para comprar, 4 de ellas son motocicletas. Luego de comprarlas, el jugador puede seleccionarlas antes de empezar un nivel, cada una otorgará salud adicional y otras ventajas.

## Otros lanzamientos
Bomberman Collection es un compilado exclusivo de Japón lanzado el 21 de julio de 1996, desarrollado y distribuido por Hudson Soft. El juego incluye los siguientes títulos: Bomber Boy (lanzado como Atomic Punk en Norteamérica y como Dynablaster en las regiones PAL), Bomberman GB (lanzado como Wario Blast: ¡Presentando a Bomberman! internacionalmente) y Bomberman GB 2 (lanzado como Bomberman GB internacionalmente).
Bomberman Selection es un compilado exclusivo de Corea lanzado para la Game Boy Color el 30 de abril de 2003, desarrollado por Hudson Soft y distribuido por Jupiter. Incluye todos los títulos de Bomberman Collection, excepto Bomberman GB 2, y no es compatible con Super Game Boy.